# 17 tháng 8
Ngày 17 tháng 8 là ngày thứ 229 (230 trong năm nhuận) trong lịch Gregory. Còn 136 ngày trong năm.

## Sự kiện
- 1798 – Đức Mẹ Maria được các tín hữu Công giáo Việt Nam tin rằng hiện ra tại Quảng Trị, sự kiện được gọi là Đức Mẹ La Vang.
- 1870 – Trong Chiến tranh Pháp–Phổ, quân đội Phổ cùng đồng minh bắt đầu cuộc vây hãm pháo đài Toul của Pháp.
- 1914 – Trong Chiến tranh thế giới thứ nhất, quân Nga bị quân Đức đẩy lui trong Trận Stallupönen.
- 1945 – Tiểu thuyết Trại súc vật của George Orwell được xuất bản lần đầu tiên, tác phẩm có nội dung chỉ trích Liên Xô dưới thời Stalin.
- 1998 – Tổng thống Hoa Kỳ Bill Clinton thú nhận rằng ông có một "quan hệ thân thể không phù hợp" với thực tập sinh Nhà Trắng Monica Lewinsky, và "lừa dối nhân dân" về mối quan hệ.
- 2001 – Giám mục Giuse Vũ Duy Thống được tấn phong tại Nhà thờ chính tòa Đức Bà Sài Gòn.
- 2007 – Chính phủ Việt Nam cấp đăng ký hoạt động tôn giáo cho giáo hội Minh Sư Đạo.
- 2015 – Một quả bom phát nổ trong Đền Erawan tại Bangkok, Thái Lan, giết chết 20 người và làm bị thương 125 người.

## Sinh
- 1441 – Lương Thế Vinh, Trạng nguyên, nhà toán học, Phật học, nhà thơ người Việt Nam (m. 1496).
- 1825 – Nguyễn Phúc Miên Mật, tước phong Quảng Ninh Quận vương, hoàng tử con vua Minh Mạng (m. 1847).
- 1926 – Giang Trạch Dân, cựu Tổng Bí thư Đảng Cộng sản Trung Quốc.
- 1943 – Robert De Niro, diễn viên người Mỹ.
- 1958 – Belinda Carlisle, ca sĩ Mỹ
- 1969 – Donnie Wahlberg, ca sĩ, diễn viên người Mỹ.
- 1970 – Tammy Townsend, diễn viên người Mỹ.
- 1977 – Thierry Henry, cầu thủ bóng đá người Pháp.
- 1982 – Mark Salling, ca sĩ, nhạc sĩ người Mỹ (m. 2018).
- 1984 - Lê Hiếu, ca sĩ người Việt Nam
- 1985 - Ngọc Lan, diễn viên người Việt Nam
- 1988 – Joyner Lucas, nghệ sĩ âm nhạc người Mỹ.
- 1991 – 
  - Austin Butler, diễn viên, ca sĩ người Mỹ.
  - Tố My, nữ ca sĩ người Việt Nam
- 1992 – Paige, đô vật người Anh Quốc.
- 1994 – Taissa Farmiga, diễn viên người Mỹ.
- 2000 – Lil Pump, ca sĩ, người viết nhạc và nhà sản xuất đĩa nhạc người Mỹ.

## Mất
- 1681 - Thượng phụ Nikon, người cải cách Giáo hội Chính thống giáo Nga dẫn đến ly giáo (sinh 1605)
- 1848 – Jöns Jacob Berzelius, nhà bác học người Thụy Điển (s. 1779).
- 1863 – Nguyễn Phúc Miên Quân, tước phong Hòa Quốc công, hoàng tử con vua Minh Mạng (s. 1828)
- 1875 – Nguyễn Phúc Miên Thân, tước phong Phù Cát Quận công, hoàng tử con vua Minh Mạng (s. 1837)
- 1786 – Friedrich II Đại Đế, Vua nước Phổ (s. năm 1712)
- 2010 – Cư Hòa Vần (s. 1935) là một trí thức người đồng bào dân tộc H'Mông; nguyên là Chủ tịch Hội đồng Dân tộc của Quốc hội Việt Nam.
- 2013 – Tôma Nguyễn Văn Tân, giám mục Giáo phận Vĩnh Long và Giuse Hoàng Văn Tiệm, giám mục Giáo phận Bùi Chu cùng qua đời vì nhồi máu cơ tim

## Những ngày lễ và kỷ niệm
- Ngày quốc khánh Indonesia